# Разгильдеев, Вадим Петрович
Вадим Петрович Разгильдеев (1871—1929) — генерал-майор, участник Первой мировой войны.
Родился 20 января 1871 года, сын генерала от инфантерии Петра Анемподистовича Разгильдеева. 17 августа 1890 года поступил в Пажеский корпус, из которого выпущен 4 августа 1892 года подпоручиком в лейб-гвардии Измайловский полк, 6 декабря 1896 года произведён в поручики. Продолжая службу в Измайловском полку, Разгильдеев последовательно получил чины штабс-капитана (4 августа 1900 года) и капитана (4 августа 1904 года), в течение более чем пяти лет командовал ротой. В 1905 году награждён орденом св. Анны 3-й степени и в 1912 году — орденом св. Станислава 2-й степени.
Произведённый 6 декабря 1911 года в полковники Разгильдеев был назначен помощником командира Измайловского полка и в этой должности встретил начало Первой мировой войны. 14 июня 1915 года он был награждён Георгиевским оружием:
За то, что 21 августа 1914 г., находясь в передовой линии полка, под губительным ружейным, пулемётным и артиллерийским огнём, искусно и энергично руководя наступлением роты и, доведя батальон до удара в штыки, выбил противника из окопов и взял усадьбу Липняк; 22 августа, находясь всё время в сфере действительного ружейного, пулемётного и артиллерийского огня, атаковал высоты 126,6, ведя лично передовые роты, занял эту высоту и, удерживая её, дал возможность ночью занять частям соседнего полка лес, находящийся на фланге следующей позиции противника; в ночь с 22 на 23 августа он, при особо трудных условиях ориентировки, продвигая роту под губительным огнём в лесах, восстановил этим связь между частями полка и обеспечил фланг и тыл частей, занимавших лес.
В начале 1916 года Разгильдеев был назначен командиром 98-го пехотного Юрьевского полка. Высочайшим приказом от 18 июля 1916 года был произведён в генерал-майоры и удостоен ордена св. Георгия 4-й степени
За то, что состоя лейб-гвардии в Измайловском полку, 19 октября 1914 года при атаке полком сильно укрепленной позиции на отрогах горы Св. Креста, быстрым выдвижением своего батальона, находясь лично под сильнейшим пулеметным огнём противника, выбил его из двух рядов окопов и ударом во фланг заставил отступить по всей линии полка.
С 28 октября 1916 года по 10 августа 1917 года Разгильдеев командовал лейб-гвардии Литовским полком. 17 сентября 1917 года Разгильдеев был назначен командиром 3-й гвардейской пехотной дивизии, которой в 1890—1894 годах командовал его отец.
После Октябрьской революции Разгильдеев остался в СССР, в 1924 году был арестован и сослан, скончался в 1929 году.